# Norman Powell
Norman Wilman-Calbert Powell (San Diego, 25 maggio 1993) è un cestista statunitense con cittadinanza giamaicana, professionista nella NBA con i Miami Heat.

## Carriera
È stato selezionato dai Milwaukee Bucks al secondo giro del Draft NBA 2015 (46ª scelta assoluta).

## Statistiche
| † | Denota una stagione in cui ha vinto il titolo |

### NCAA
| Anno      | Squadra     | PG  | PT | MP   | TC%  | 3P%  | TL%  | RP  | AP  | PRP | SP  | PP   |
| --------- | ----------- | --- | -- | ---- | ---- | ---- | ---- | --- | --- | --- | --- | ---- |
| 2011-2012 | UCLA Bruins | 33  | 1  | 17,7 | 37,7 | 34,7 | 60,0 | 2,2 | 1,2 | 0,5 | 0,2 | 4,6  |
| 2012-2013 | UCLA Bruins | 35  | 9  | 22,1 | 43,4 | 29,3 | 67,5 | 2,2 | 1,0 | 0,7 | 0,5 | 6,1  |
| 2013-2014 | UCLA Bruins | 37  | 37 | 25,7 | 53,3 | 29,4 | 78,0 | 2,8 | 1,7 | 1,4 | 0,4 | 11,4 |
| 2014-2015 | UCLA Bruins | 36  | 36 | 34,6 | 45,6 | 31,9 | 75,1 | 4,7 | 2,1 | 1,8 | 0,4 | 16,4 |
| Carriera  | Carriera    | 141 | 83 | 25,2 | 46,1 | 31,4 | 74,6 | 3,0 | 1,5 | 1,1 | 0,4 | 9,8  |

#### Massimi in carriera
- Massimo di punti: 28 vs Washington State (1º marzo 2015)[1]
- Massimo di rimbalzi: 10 (2 volte)
- Massimo di assist: 5 (3 volte)
- Massimo di palle rubate: 6 vs California State-Long Beach (23 novembre 2014)
- Massimo di stoppate: 3 vs Gonzaga (27 marzo 2015)
- Massimo di minuti giocati: 43 vs Oregon (27 febbraio 2014)

### NBA

#### Regular Season
| Anno       | Squadra             | PG  | PT  | MP   | TC%  | 3P%  | TL%  | RP  | AP  | PRP | SP  | PP   |
| ---------- | ------------------- | --- | --- | ---- | ---- | ---- | ---- | --- | --- | --- | --- | ---- |
| 2015-2016  | Toronto Raptors     | 49  | 24  | 14,8 | 42,4 | 40,4 | 81,1 | 2,3 | 1,0 | 0,6 | 0,2 | 5,6  |
| 2016-2017  | Toronto Raptors     | 76  | 18  | 18,0 | 44,9 | 32,4 | 79,2 | 2,2 | 1,1 | 0,7 | 0,2 | 8,4  |
| 2017-2018  | Toronto Raptors     | 70  | 18  | 15,2 | 40,1 | 28,5 | 82,1 | 1,7 | 1,3 | 0,5 | 0,2 | 5,5  |
| 2018-2019† | Toronto Raptors     | 60  | 3   | 18,8 | 48,3 | 40,0 | 82,7 | 2,3 | 1,5 | 0,7 | 0,2 | 8,6  |
| 2019-2020  | Toronto Raptors     | 52  | 26  | 28,4 | 49,5 | 39,9 | 84,3 | 3,7 | 1,8 | 1,2 | 0,4 | 16,0 |
| 2020-2021  | Toronto Raptors     | 42  | 31  | 30,4 | 49,8 | 43,9 | 86,5 | 3,0 | 1,8 | 1,1 | 0,2 | 19,6 |
| 2020-2021  | Portland T. Blazers | 27  | 27  | 34,4 | 44,3 | 36,1 | 88,0 | 3,3 | 1,9 | 1,3 | 0,4 | 17,0 |
| 2021-2022  | Portland T. Blazers | 40  | 39  | 33,3 | 45,6 | 40,6 | 80,3 | 3,3 | 2,1 | 1,0 | 0,4 | 18,7 |
| 2021-2022  | L.A. Clippers       | 5   | 2   | 25,1 | 50,8 | 54,2 | 85,7 | 2,8 | 2,8 | 0,4 | 0,8 | 21,4 |
| 2022-2023  | L.A. Clippers       | 60  | 8   | 26,1 | 47,9 | 39,7 | 81,2 | 2,9 | 1,8 | 0,8 | 0,3 | 17,0 |
| 2023-2024  | L.A. Clippers       | 76  | 3   | 26,2 | 48,6 | 43,5 | 83,1 | 2,6 | 1,1 | 0,6 | 0,3 | 13,9 |
| 2024-2025  | L.A. Clippers       | 60  | 60  | 32,6 | 48,4 | 41,8 | 80,4 | 3,2 | 2,1 | 1,2 | 0,2 | 21,8 |
| Carriera   | Carriera            | 617 | 259 | 24,2 | 47,1 | 39,8 | 82,4 | 2,7 | 1,5 | 0,8 | 0,3 | 13,2 |

#### Play-off
| Anno     | Squadra             | PG | PT | MP   | TC%  | 3P%  | TL%  | RP  | AP  | PRP | SP  | PP   |
| -------- | ------------------- | -- | -- | ---- | ---- | ---- | ---- | --- | --- | --- | --- | ---- |
| 2016     | Toronto Raptors     | 18 | 3  | 11,4 | 38,6 | 26,9 | 87,5 | 1,5 | 0,3 | 0,7 | 0,1 | 3,8  |
| 2017     | Toronto Raptors     | 9  | 5  | 25,2 | 42,7 | 44,1 | 83,3 | 3,1 | 1,6 | 1,1 | 0,3 | 11,7 |
| 2018     | Toronto Raptors     | 6  | 0  | 6,7  | 28,6 | 14,3 | 75,0 | 0,3 | 0,3 | 0,0 | 0,0 | 2,0  |
| 2019†    | Toronto Raptors     | 23 | 0  | 15,9 | 44,4 | 38,7 | 73,7 | 2,2 | 1,1 | 0,4 | 0,0 | 6,5  |
| 2020     | Toronto Raptors     | 11 | 0  | 24,8 | 49,0 | 42,3 | 79,3 | 2,4 | 1,0 | 0,5 | 0,3 | 13,4 |
| 2021     | Portland T. Blazers | 6  | 6  | 36,0 | 50,0 | 38,5 | 88,9 | 2,2 | 2,0 | 0,8 | 1,0 | 17,0 |
| 2023     | L.A. Clippers       | 5  | 3  | 33,4 | 47,4 | 40,6 | 77,4 | 3,0 | 2,2 | 0,8 | 0,4 | 21,8 |
| 2024     | L.A. Clippers       | 6  | 0  | 29,8 | 42,6 | 44,8 | 80,0 | 2,8 | 0,3 | 0,5 | 0,0 | 12,8 |
| 2025     | L.A. Clippers       | 7  | 7  | 34,0 | 47,2 | 35,0 | 77,8 | 2,4 | 2,4 | 1,1 | 0,3 | 16,0 |
| Carriera | Carriera            | 91 | 24 | 21,0 | 45,1 | 38,6 | 80,1 | 2,2 | 1,1 | 0,6 | 0,2 | 9,7  |

#### Massimi in carriera
- Massimo di punti: 43 vs Detroit Pistons (17 marzo 2021)[2]
- Massimo di rimbalzi: 12 vs Sacramento Kings (8 novembre 2024)
- Massimo di assist: 6 (5 volte)
- Massimo di palle rubate: 5 (2 volte)
- Massimo di stoppate: 3 vs Milwaukee Bucks (10 agosto 2020)
- Massimo di minuti giocati: 51 vs Denver Nuggets (1º giugno 2021)

### G League
| Anno      | Squadra     | PG | PT | MP   | TC%  | 3P%  | TL%  | RP  | AP  | PRP | SP  | PP   |
| --------- | ----------- | -- | -- | ---- | ---- | ---- | ---- | --- | --- | --- | --- | ---- |
| 2015-2016 | Raptors 905 | 8  | 8  | 39,6 | 50,0 | 33,3 | 79,6 | 5,1 | 4,6 | 2,1 | 0,3 | 24,9 |
| Carriera  | Carriera    | 8  | 8  | 39,6 | 50,0 | 33,3 | 79,6 | 5,1 | 4,6 | 2,1 | 0,3 | 24,9 |

## Palmarès

### Club
- Campionato NBA: 1

Toronto Raptors: 2019